# Nozze in campagna
Nozze in campagna (La noce) è un dipinto di Henri Rousseau, eseguito con la tecnica dell'olio su tela. Databile verso il 1905, è conservato nel Museo dell'Orangerie di Parigi. È stato esposto nel 2015 alla mostra Henri Rousseau – Il candore arcaico, allestita nel Palazzo Ducale di Venezia.

## Storia e descrizione
Il dipinto, uno dei più famosi di Rousseau, fu mostrato in pubblico per la prima volta nel 1905, dunque il presunto anno stesso della sua realizzazione, al Salone degli Indipendenti.
Le identità dei personaggi, otto in tutto (ai quali si aggiunge la presenza enigmatica del cane nero in primo piano), sono sconosciute, né è dato sapere le vicende biografiche dell'artista con le quali il lavoro potrebbe essere correlato. Probabilmente lo spunto fu preso da una reale fotografia di gruppo.
Si tratta di una delle tante opere di Rousseau in cui i personaggi e lo sfondo sono trattati come motivi sovrapposti. Inoltre si notano le tipiche semplificazioni dell'artista: i piedi della sposa non toccano terra, con la figura che risulta dunque sospesa, mentre l'uomo più anziano è seduto in posizione innaturale. Il cielo è di un blu intenso, etereo e quasi immateriale.  Nell'angolo inferiore destro appare la firma del pittore.